# Velika ženska loža Bugarske
Velika ženska loža Bugarske (buga. Велика женска ложа на България), skraćeno VŽLB, je ženska slobodnozidarska velika loža u Bugarskoj. Osnovana je 2018. godine uz pomoć Velike ženske lože Francuske. Članica je CLIMAF-a.

## Povijest
Nakon demokratskih promjena koje su uslijedile padom komunizma 1989. godine stvoreni su uvjeti za obnovu slobodnog zidarstva u Bugarskoj. Godine 1992. Velika ženska loža Francuske je u svoje članstvo primila prvu članicu iz Bugarske. Zahvaljujući ustrajnom radu tijekom tog razdoblja skupina Bugarski je 2003. inicirana u pet francuskih loža. Nakon višegodišnjeg rada u Bugarskoj i Francuskoj, važan iskorak dogodio se u svibnju 2009. kada je u Sofiji utemeljena prva bugarska ženska loža, "Filozofija", pod okriljem Velike ženske lože Francuske. Nekoliko godina kasnije, u rujnu 2015. godine, otvorena je Loža "Harmonija Dunava" u Svištov. Treća bugarska loža pod pokroviteljstvom Velike ženske lože Francuske, "Zvijezda Trakije", osnovana je u Plovdivu u ožujku 2018. Time su bili ispunjeni uvjeti za osnivanje velike lože jer su, prema uobičajenim slobodnozidarskim pravilima, za njezino formiranje potrebne najmanje tri lože. 
Dana 10. ožujka 2018. te tri lože osnivaju suverenu bugarsku žensku nadležnost: Veliku žensku ložu Bugarske. Dvije godine kasnije, osnovana je četvrta loža u Bugarskoj, ovaj put pod okriljem bugarske nadležnosti; u srpnju 2020. godine osnovana je Loža "Pomirenje" u Sofiji.

## Ustroj
Sjedište Velike ženske lože Bugarske je u Sofiji.

### Lože
Pod okriljem ove velike lože djeluju četiri lože, dvije u Sofiji te po jedna u Svištovu i Plovdivu:
- Loža "Filozofija" (Ложа "Философия") br. 1, Sofija
- Loža "Harmonija Dunava" (Ложа "Хармония на Дунава") br. 2, Svištov
- Loža "Zvijezda Trakije" (Ложа "Звездата на Тракия") br. 3, Plovdiv
- Loža "Pomirenje" (Ложа "Единение") br. 4, Sofija

### Uprava
Velikom ženskom ložom Bugarske upravlja velika majstorica koja se bira na trogodišnje razdoblje.

### Međunarodna suradnja
Velika ženska loža Bugarske je članica međunarodnog saveza CLIMAF.

### Obredi
Velika ženska loža Bugarske upravlja simboličkim stupnjevima plave lože (učenik, pomoćnik i majstor) i delegira upravljanje visokim stupnjevima na dodatna tijela i redove. Obred koji se izvodi u plavoj loži je Moderni (francuski) obred.

## Vanjske poveznice
- Službena stranica
- Facebook stranica